# Disporella borgi
Disporella borgi är en mossdjursart som beskrevs av Alvarez 1995. Disporella borgi ingår i släktet Disporella och familjen Lichenoporidae. Inga underarter finns listade i Catalogue of Life.